# Két bors ökröcske
A Két bors ökröcske 1955-ben bemutatott magyar rajzfilm, egy székely népmese feldolgozása. Az animációs játékfilm írója és rendezője Macskássy Gyula, zeneszerzője Ránki György. A mozifilm a Magyar Szinkronfilmgyártó Vállalat gyártásában készült, forgalmazója a MOKÉP. A Kati és a vadmacska című filmmel együtt mutatták be.

## Történet
Gergő, a székely legény fát vágni megy az erdőre. Az első fa kidöntése után leül szalonnázni. Egy öregemberrel találkozik, aki elkéri az ennivalóját. Cserébe hálából két borsszemnyi ökröcskét ajándékoz Gergőnek, azzal hogy ez a két jószág soha nem hagyja el ha bajba kerül. Az ökrök rendkívüli erejéről Gergő rövidesen meggyőződik, amikor egy csomó fát haza tud fuvarozni velük. A földesúr meg akarja vásárolni őket, de Gergő nem adja. Erre ráparancsol, hogy egy nap alatt irtson ki egy erdőt, ha nem elveszi az ökröket. A semmiből egy kötél jelenik meg, ezt a főhős a két ökör nyakára helyezi s előbb csak egy fát majd az egész erdőt egyszerre kitépik a földből. (A földesúr erdejében egyébként csak hollók laknak és nem is leveledzik, míg az első erdő tele van állattal és teljesen zöld) A fákat a földesúr udvarára borítják beterítve vele magát az uraságot is. A második parancs az, hogy estig az erdő helyét szántsa fel, vesse be és arassa le a termést. Ezt már a főhős se hiszi el elsőre, hogy sikerülhet, de az ökrök biztatják a szántás és a vetés el is készül, de az az aratás csak félig. Ekkor a két ökröcske vissza löki a napot az égre, a holdat pedig az ég alá szorítják. Az ökrök fúvásától egyszerre fújják le a kalászokat. A zsákok teljesen elborítják a várudvart,az úr a torony szélkakasa mellől mászik le teljesen lisztesen. (Arról nem szól a mese, hogyan lett egyből liszt a búzából.) A földesúr mérgében káromkodik: "Ördög és pokol!" Gergő ezt kívánságnak veszi és a pokol nyitott kapujához kocsikáztatja a földesurat, majd a két ökröcske befújja rajta.

## Alkotók
- Írta, rendezte és a képet tervezte: Macskássy Gyula
- Dramaturg: Hajós Magda
- Zenéjét szerezte: Ránki György
- Operatőr: Kozelka Kálmán
- Hangmérnök: Lászlóffy Géza
- Tervezte: Dargay Attila, Hont-Varsányi Ferenc, Máday Gréte, Mocsáry Ida, Szabó Szabolcs, Várnai György
- Háttér tervezők: Csermák Tibor, Varga Oszkárné, Molnár László
- Mozgástervezők: Bessenyei István, Cseh András, Hauswirth Magda, Reményi Mária, Temesi Miklós
- Rajzolták: Dlauchy Ferenc, Dr. Székely Gáborné, Huszárik Zoltán, Jedon Erzsébet, Király Erzsébet, Kiss Bea, László Andor, Nagy Pál, Nagy Zsuzsanna, Spitzer Henrikné, Szabó János, Vásárhelyi Magda
- Színes technika: Dobrányi Géza
- Gyártástechnikai vezető: Vörös Gizella
- Gyártásvezető: Boros Olga, Kamarás Anna

- Közreműködött a Tátrai Vonósnégyes és a Budapesti Fúvósötös Polgár Tibor vezényletével.
- Kidolgozta a Magyar Filmlaboratórium Vállalat.
- Készítette a Magyar Szinkronfilmgyártó Vállalat.[4]

## Szereplők
- Gergő: Weiser György
- Várúr: Dávid Mihály
- Mesemondó / Öregapó: Bihari József

## Háttér
1953 szeptemberében került át Macskássy Gyula stábja Híradó és Dokumentumfilmgyártól a Magyar Szinkronfilmgyárhoz. Már zajlottak a munka, amikor egy év múlva 1954 szeptemberétől utasítás érkezett a Filmfőosztálytól, hogy minden túl nagy költséggel működő munkát le kell állítani és a felesleges dolgozókat elbocsátani. Ez érintette a Két bors ökröcske nagy létszámú stábját is. Újhelyi József a Szinkron vezetője bebizonyította, hogy olcsóbb ha befejezik a félkész rajzfilmet, mint ha abbahagyják. A kezdeti stábból csak Macskássy Gyula, Kozelka Kálmán, Vörös Gizi, Várnai György, Csermák Tibor, Szabó Szabolcs és Dargay Atilla maradt meg és fejezte be a rajzfilmet.

## Utóélet
A film zenéjéből Ránky György szvitet komponált. A rajzok alapján diafilm és mesekönyv is készült. A rajzfilm 1956-ban Montevideóban oklevelet Varsóban 1. díjat nyert. A sikernek köszönhetően stabilizálódott a magyar rajzfilm helyzete és 1957-ben megalakult a Pannónia Rajzfilmstúdió.